# Дексаметазон
Дексаметазо́н  (англ. Dexamethasone, лат. Dexamethasonum) — синтетичний препарат з групи глюкокортикоїдних гормонів для парентерального, перорального та місцевого застосування (у тому числі внутрішньоочного). За хімічною структурою він є фторованим похідним гідрокортизону, та є активнішим за преднізолон або кортизон. Дексаметазон уперше синтезований у 1957 році.

## Фармакологічні властивості
Дексаметазон — синтетичний препарат з групи глюкокортикоїдних гормонів. Препарат має протизапальну, протиалергічну та імуносупресивну дію. Після проникнення всередину клітини дексаметазон взаємодіє зі специфічними рецепторами в цитоплазмі клітини та утворює комплекс, який зв'язується з ДНК та стимулює утворення мРНК, що призводить до змін утворень на рибосомах білків, що відповідають за властивості клітин. Дексаметазон стимулює синтез ліпокортину, що інгібує фермент фосфоліпазу А2, що приводить до пригнічення синтезу простагландинів та лейкотрієнів, що беруть участь у розвитку запальних реакцій. Дексаметазон стабілізує мембрани лізосом, інгібує синтез гіалуронідази та знижує синтез лімфокінів. Препарат має антипроліферативний ефект, обумовлений зниженням міграції моноцитів у вогнище запалення та гальмуванням проліферації фібробластів. Дексаметазон пригнічує активність ферменту колагенази, що попереджує деструкцію кісткової тканини та хрящів при ревматоїдному артриті. Протиалергічна дія преднізолону обумовлена зменшенням кількості базофілів та прямим зменшенням синтезу і секреції медіаторів негайної алергічної реакції. Гормон викликає інволюцію лімфоїдної тканини та розвиток лімфопенії, що приводить до імуносупресії. Дексаметазон збільшує кількість рецепторів у клітинах та підвищує їх чутливість до фізіологічно активних речовин (у тому числі до катехоламінів). Препарат зменшує кількість білків у плазмі крові, посилює катаболізм білків у м'язовій тканині. Препарат пригнічує всмоктування кальцію в шлунково-кишковому тракті та сприяє вимиванню його з кісток та збільшення екскреції кальцію з сечею. На відміну від преднізолону, дексаметазон не має мінералокортикоїдної активності. Препарат сприяє синтезу ферментів у печінці; а також посиленні продукції фібриногену, еритропоетину, сурфактанту, ліпомодуліну. Дексаметазон сприяє синтезу жирних кислот та тригліцеридів, викликає перерозподіл жиру (зниження відкладень жиру на кінцівках та збільшення відкладень жиру на верхній половині тулуба і обличчі). Препарат підвищує всмоктування вуглеводів у шлунково-кишковому тракті, сприяє мобілізації глюкози в кровотік та посиленню глюконеогенезу. Дексаметазон має протишокову дію, стимулює утворення частини клітин у кістковому мозку. Дексаметазон підвищує збудливість центральної нервової системи. Препарат підвищує кількість у крові еритроцитів та тромбоцитів, знижує кількість у крові лімфоцитів, еозинофілів, моноцитів, базофілів. Дексаметазон пригнічує функцію гіпофізу, а також пригнічує вироблення АКТГ. Протизапальна дія препарату пов'язана із зниженням виділення арахідонової кислоти із фосфоліпідів клітинних мембран, та зменшенням кількості продуктів її метаболізму (простагландинів, лейкотрієнів). Дексаметазон, як і інші глюкокортикоїди, стимулює секрецію соляної кислоти і пепсину в шлунку та може сприяти розвитку виразкової хвороби. Дексаметазон має виражену протинабрякову дію, сприяє підвищенню збудливості тканин мозку, знижує поріг судомної активності, та часто застосовується при набряку мозку, у тому числі при черепно-мозкових травмах та менінгітах. Дексаметазон застосовується як перорально, так і парентерально, так і місцево, у тому числі у вигляді очних крапель (у зв'язку із хорошою проникністю в тканини ока), а також може застосовуватися у вигляді очних імплантів. Дексаметазон також застосовується з діагностичною метою для діагностики хвороби Кушинга, та для діагностики деяких психіатричних захворювань.

### Фармакокінетика
Дексаметазон при пероральному прийомі швидко та повністю всмоктується у шлунково-кишковому тракті, біодоступність препарату при пероральному застосуванні складає 80—90 %. При пероральному застосуванні максимальна концентрація в крові досягається протягом 1—2 годин після прийому препарату. Дексаметазон частково (на 60 %) зв'язується з білками плазми крові. Препарат створює високі концентрації у більшості тканин організму. Дексаметазон проникає через гематоенцефалічний бар'єр. Препарат проникає через плацентарний бар'єр та виділяється в грудне молоко. Метаболізується дексаметазон переважно у печінці, а також у інших тканинах. Виводиться препарат із організму переважно нирками у вигляді неактивних метаболітів, частково виводиться з калом. Період напіввиведення препарату з крові складає 2—3 години, період напіввиведення із тканин складає 36—54 години. Даних за зміну періоду напіввиведення дексаметазону при порушеннях функції печінки та нирок немає.

## Показання до застосування
Дексаметазон застосовується системно — при важких формах неспецифічного виразкового коліту та хвороби Крона (курсове лікування при загостеннях захворювання), недостатності кори наднирників, негнійному тиреоїдиті, а також із замісною метою — при адреногенітальному синдромі; анафілактичному шоці та інших алергічних реакціях; при системних захворюваннях сполучної тканини — системному червоному вовчаку, системній склеродермії, вузликовому періартеріїті, дерматоміозиті, хворобі Бєхтєрєва, неревматичному міокардиті; синовіїтах, епікондиліті, плечо-лопатковому периартриті, остеоартрозі та остеоартриті, подагрі, псоріатичному артриті; при захворюваннях крові — гострій гемолітичній анемії, інших гемолітичних та гіпопластичних анеміях, лімфогрануломатозі,агранулоцитозі та гранулоцитопенії, тромбоцитопенічній пурпурі, лейкеміях та гострому лейкозі, панмієлопатії, мієломній хворобі; при захворюваннях шкіри — екземі, багатоформній ексудативній еритемі, еритродермії, псоріазі, алопеції, себорейному дерматиті, міхурниці; при захворюваннях дихальної системи — бронхіальній астмі, саркоїдозі, бериліозі, аспіраційній пневмонії, синдромі Лефлера, при раку легень у поєднанні зі специфічною терапією, при туберкульозі легень і туберкульозному менінгіті у поєднанні з протитуберкульозною терапією; при гострому гломерулонефриті та нефротичному синдромі гіпоглікеміях; при алергічних захворюваннях — сироватковій хворобі, полінозі, кропив'янці, алергічному риніті, атопічному та контактному дерматиті, токсикодермії, харчовій та медикаментозій алергічній реакції, синдромі Стівенса-Джонсона, набряку Квінке; при захворюваннях очей — іриті, іридоцикліті, повільних передніх та задніх увеїтах, алергічній виразці рогівки та алергічному кон'юнктивіті, кератиті, хоріоїдиті, невриті зорового нерва, симпатичній офтальмії; набряку мозку; менінгітах.
Для внутрішньосуглобового введення дексаметазон застосовується при артрозі та остеоартрозі великих суглобів.
При симпатичній офтальмії, увеїті, склериті, епісклериті, невриті зорового нерва та інших запальних захворювань очей дексаметазон рекомендовано для внутрішньоочного застосування (у тому числі у вигляді субкон'юнктивальних ін'єкцій).

### Застосування при коронавірусній хворобі 2019
У червні 2020 року було повідомлено, що дексаметазон може суттєво знизити ризик смерті у пацієнтів з важкою формою коронавірусної хвороби 2019. Дослідження проводилося командою вчених з Оксфордського університету; порівнювалися результати перебігу хвороби 2000 пацієнтів, які отримували даний препарат, з результатами приблизно 4000 інших пацієнтів, які його не отримували.

## Побічна дія
Побічна дія дексаметазону при нетривалому застосуванні спостерігається рідко. При тривалому застосуванні препарату зростає ризик розвитку побічних ефектів препарату, частота яких становить близько 50 % випадків застосування (як і інших глюкокортикоїдів для системного застосування), хоча частота їх менша, ніж при застосуванні преднізолону. При тривалому застосуванні дексаметазону можливі наступні побічні ефекти:
- Алергічні реакції — рідко[2] (частіше у осіб із медикаментозною алергією в анамнезі) спостерігаються алергічний дерматит, імуносупресія, свербіж шкіри, кропив'янка, синдром Стівенса-Джонсона, набряк Квінке, анафілактичний шок, бронхоспазм.
- З боку шкірних покривів — петехії, синці, екхімози, стрії, потоншення шкіри, гіпер- або гіпопігментація, гірсутизм, вугри, схильність до піодермії, сповільнення процесів регенерації, підвищена пітливість. Ці побічні ефекти спостерігаються частіше при місцевому застосуванні препарату, найчастіше спостерігається кандидоз ротової порожнини (у 5—45 % місцевого застосування триамцинолону).[10]
- З боку травної системи — можуть спостерігатися нудота, блювання, біль в епігастрії, панкреатит, діарея, стероїдні виразки шлунку та дванадцятипалої кишки, ерозивний езофагіт, кровотечі у шлунково-кишковому тракті, перфорація виразки шлунку або дванадцятипалої кишки, перфорація тонкого або товстого кишечника, метеоризм, гикавка, підвищення апетиту, мелена. Згідно даних тривалих спостережень, побічна дія з боку травної системи спостерігається у 24,4 % хворих, а розвиток стероїдних виразок шлунково-кишкового тракту спостерігається у 3,5—7,5 % випадків.[10]
- З боку нервової системи та органів чуттів —можуть спостерігатися головний біль, запаморочення, підвищення внутрішньочерепного тиску, судоми, катаракта, підвищення внутрішньоочного тиску, трофічні зміни рогівки, екзофтальм, галюцинації, делірій, дезорієнтація, ейфорія, депресія, нервозність, безсоння, парестезії, глаукома, набряк диску зорового нерва. Згідно даних тривалих спостережень, нервово-психічні порушення, як побічна дія лікування глюкокортикоїдами, спостерігається у 4—36 % хворих[10], розвиток катаракти у 15 % хворих при тривалому прийомі глюкокортикоїдів, підвищення внутрішньоочного тиску у 18—36 % хворих при тривалому прийомі глюкокортикоїдних гормонів.[11]
- З боку серцево-судинної системи — при тривалому застосуванні можуть спостерігатися аритмія, тромбози та тромбоемболічні синдроми, некротичний васкуліт, периферичні набряки, серцева недостатність, артеріальна гіпертензія.
- З боку опорно-рухового апарату — при тривалому застосуванні спостерігаються міопатія, остеопороз, розрив сухожиль, атрофія м'язів, асептичний остеонекроз, переломи кісток. За даними клінічних досліджень, частота остеопорозу при застосуванні системних глюкокортикоїдів більше 6 місяців, складає 50 % випадків, а у 30 % випадків тривалого застосування спостерігаються переломи кісток.[12]
- З боку сечовидільної системи — тривалий прийом призводить до ризику виникнення сечокам'яної хвороби.
- З боку ендокринної системи — може спостерігатися порушення толерантності до глюкози, цукровий діабет, порушення менструального циклу, уповільнення росту в дітей, затримка статевого розвитку в дітей, пригнічення гіпофізарно-наднирникової системи, хвороба Кушинга. За даними тривалих спостережень, найчастішою побічною дією глюкокортикоїдів є кушингоїд (до 30 % випадків застосування), часто спостерігається пригнічення функції кори наднирників[10] та розвиток стероїдного діабету (дані про частоту цього ускладнення суперечливі).[10][11]
- Інші побічні ефекти — частіше спостерігаються при тривалому прийомі зниження стійкості до інфекцій, загострення туберкульозу, збільшення маси тіла[10][11], швидка втомлюваність, зменшення об'єму лімфоїдної тканини, порушення менструального циклу.
- Зміни в лабораторних аналізах — при тривалому застосуванні можуть спостерігатись лейкоцитоз, моноцитопенія, лімфопенія, гранулоцитопенія, порушення згортання крові, підвищення рівня активності амінотрансфераз та лужної фосфатази, гіпокаліємія, гіперліпідемія, гіперглікемія, гіпокальціємія, глюкозурія.
- Місцеві реакції — нечасто біль, відчуття припікання у місці введення, атрофія шкіри, стерильні абсцеси, ліпоатрофія, зміна пігментації шкіри в місці введення.

## Протипокази
Абсолютними протипоказом для застосування дексаметазону є підвищена чутливість до препарату. Дексаметазон для тривалого застосування протипоказаний при психозах у анамнезі, активному туберкульозі, пептичних виразках шлунку або дванадцятипалої кишки, поствакцинальних станах, важкому остеопорозі, вітряній віспі, рожевих вуграх, поліомієліті, глаукомі, системних мікозах, оперізуючий герпес, амебіаз. При застосуванні у вигляді очних крапель дексаметазон протипоказаний при вірусних, бактеріальних та грибкових ураженнях кон'юнктиви; деревовидному герпетичному кератиті; ураження очей при туберкульозі; трахомі; глаукомі. При внутрішньосуглобовому введенні препарат протипоказаний при попередній артропластиці, підвищеній кровоточивості, інфекційно-септичний запальний процес у суглобі або навколо суглоба, вираженому остеопорозі, відсутності запального процесу всередині суглобу, асептичному некрозі суглобових поверхонь, деструкції та деформації суглобових поверхонь, нестабільному суглобі, загальному інфекційному захворюванні, вагітності, дітям до 12 років. шкіри, шкірних проявах сифілісу та туберкульозу; пухлинах шкіри; рожевих та звичайних вуграх..

## Форми випуску
Дексаметазон випускається у вигляді таблеток по 0,0005; 0,00075; 0,001; 0,0015; 0,002; 0,004 і 0,006 г; розчину та еліксиру для перорального застосування із вмістом 0,5 мг дексаметазону на 5 мл розчину; концентрованого розчину для перорального застосування із містом 0,5 мг препарату на 0,5 мл розчину; ; 0,4 % розчину для ін'єкцій в ампулах по 1, 2 і 5 мл; 0,1 % розчину (як очні та вушні краплі) у флаконах по 5 мл; 0,1 % очної суспензії у флаконах по 10 мл, а також у вигляді очних імплантів. Дексаметазон разом із неоміцином входять до складу комбінованих препаратів «Дексона» і «Дексокорт».

## Використання у ветеринарії
Дексаметазон застосовується у ветеринарії для лікування бурситів, артритів, травмах, шокових станах, інтоксикаціях, алергічних станах у свиней, коней, великої рогатої худоби, собак та котів.

## Заборона використання у спортсменів
Як і інші глюкокортикоїдні гормони, дексаметазон заборонений для використання спортсменами під час змагань для парентерального, перорального та ректального застосування згідно рішення Всесвітнього антидопінгового агентства. Заборона на використання дексаметазону місцево у вигляді мазі для спортсменів відсутня.